# Ante Rebić
Ante Rebić (født 21. februar 1992 i Split, Kroatien) er en kroatisk fodboldspiller (angriber). Han spiller for Eintracht Frankfurt i Tyskland.
Rebić startede sin seniorkarriere i hjemlandet hos RNK Split. I august 2013 skiftede han til Fiorentina. Han blev derefter udlejet til RB Leipzig, Hellas Verona og Eintracht Frankfurt. I slutningen af 2017/2018 sæsonen, købte Eintracht Frankfurt ham fri af lejeaftalen. I 2018 forlængede han sin kontrakt med Eintracht Frankfurt til 2022. I 2017/18 sæsonen scorede han 2 mål i DFB Pokalfinalen mod FC Bayern München.

## Landshold
Rebić står (pr. april 2018) noteret for 14 kampe og én scoring for Kroatiens landshold, som han debuterede for 26. marts 2011 i en VM-kvalifikationskamp på udebane mod Liechtenstein. Han repræsenterede sit land ved VM i 2014 og VM i 2018 hvor han med holdet vandt sølv.